# Siganus punctatissimus
Siganus punctatissimus es una especie de peces marinos de la familia Siganidae, orden Perciformes, suborden Acanthuroidei. 
Sus nombres más comunes en inglés son Fine-spotted rabbitfish, o pez conejo moteado fino, y Peppered spinefoot, o pie de espina salpicado. El término inglés spinefoot, o pie de espina, se utiliza también, aparte de rabbitfish, o pez conejo, para designar a los componentes del género Siganus.

## Morfología
El cuerpo de los Siganidos es medianamente alto, muy comprimido lateralmente. Visto de perfil recuerda una elipse. La boca es terminal, muy pequeña, con mandíbulas no protráctiles. 
La coloración base de la cabeza, el cuerpo y las aletas, es marrón, con un matiz púrpura. Tanto la cabeza como el cuerpo están decorados con un patrón de muy pequeñas motas, dispuestas muy próximas, de color blanco a amarillento pálido. La parte espinosa de la aleta dorsal y los bordes de la aleta caudal están ribeteados en amarillo pálido. La característica externa más distintiva de la especie es la uve, que forman dos amplias franjas, de color amarillo, unidas en la base de la aleta caudal. Ésta, es marcadamente bifurcada, en relación con el resto de especies del género.
Cuentan con 13 espinas y 10 radios blandos dorsales, precedidos por una espina corta saliente, a veces ligeramente sobresaliente, y otras totalmente oculta. La aleta anal cuenta con 7 fuertes espinas y 9 radios blandos. Las aletas pélvicas tienen 2 espinas, con 3 radios blandos entre ellas, característica única y distintiva de esta familia. Las espinas de las aletas tienen dos huecos laterales que contienen glándulas venenosas.
El tamaño máximo de longitud es de 35 cm, aunque el tamaño medio de adulto es de 25 cm.

## Reproducción
Aunque no se dispone de estudios específicos sobre su reproducción, como componentes del género Siganus, son ovíparos y de fertilización externa. Los huevos son adhesivos. El desove se produce al oscurecer, en los meses calurosos, coincidiendo con el ciclo lunar, en luna nueva, o llena, o en las dos.
Una vez eclosionan los huevos no cuidan a sus alevines. Poseen un estado larval planctónico, y desarrollan un estado postlarval, característico del suborden Acanthuroidei, llamado acronurus, en el que los individuos son transparentes, y se mantienen en estado pelágico durante un periodo extendido antes de establecerse en el hábitat definitivo, y adoptar entonces la forma y color de juveniles, para posteriormente evolucionar a la coloración de adultos.

## Alimentación
Son principalmente herbívoros. Progresan de alimentarse de fitoplancton y zooplancton, como larvas, a alimentarse de macroalgas, algas herbáceas y pastos marinos.

## Hábitat y comportamiento
Habitan en aguas tropicales, asociados a arrecifes de coral, en lagunas, canales, y arrecifes exteriores. Usualmente cerca de laderas pronunciadas de arrecifes, y en puertos.
Son diurnos, y por la noche duermen en grietas, desarrollando una coloración específica de camuflaje, en tonos pardos, y apagando sus vivos colores, en un ejercicio de cripsis, que también desarrollan cuando están estresados.
Su rango de profundidad es entre 12 y 30 metros.
De adultos ocurren normalmente en parejas, ocasionalmente solitarios. Los juveniles forman escuelas. 

## Distribución geográfica
Estos peces se encuentran en el océano Pacífico oeste, desde el límite este del Índico hasta las islas Fiyi.
Está presente en Australia, Filipinas, Fiyi, Indonesia, Japón, Malasia, Micronesia, Palaos, Papúa Nueva Guinea, islas Ryukyu, Tailandia y Taiwán.